# Den långa marschen

Karta med marschens förlopp nedtecknat.

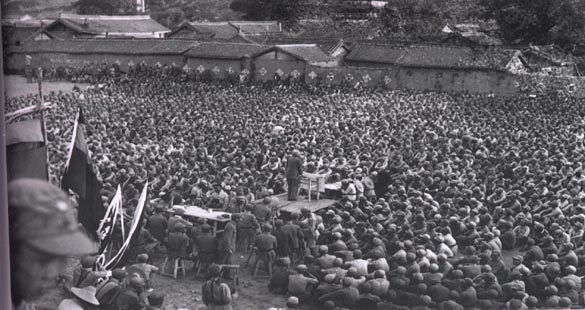
Deltagare i den långa marschen.

Den långa marschen var en serie reträttmarscher som den kinesiska Röda armén genomförde mellan 16 oktober 1934 och 19 oktober 1935 för att undkomma den Nationella revolutionära arméns inringning av den Kinesiska sovjetrepubliken i Jiangxi och andra basområden för Röda armén.

## Bakgrund
På grund av Chiang Kai-sheks blodiga utrensningar i kommunistpartiet i mars 1927 tvingades dess medlemmar (då 60 000 personer) och sympatisörer ut på landsbygden i Jiangxi och andra provinser, där de började sätta upp små sovjeter, en form av arbetar-, bonde- och soldatråd. Dessa sovjeter, samlade under namnet den Kinesiska sovjetrepubliken, kom så småningom att uppfattas som ett hot mot Chiang Kai-shek och hans nationalistiska regim med huvudstad i Nanjing. Chiang Kai-shek genomförde därför en serie militära kampanjer mellan 1930 och 1934 som syftade för fördriva kommunisterna, vilka dock lyckades hålla sig kvar i Jiangxi. Inte förrän hösten 1934 lyckades Chiang med hjälp av sin tyske militäre rådgivare Hans von Seeckt att bryta kommunisternas försvarslinjer med hjälp av blockhus, vilket ledde till att cirka 100 000 kommunister evakuerade Jiangxi-sovjeten i oktober 1934 för att hitta ett nytt basområde. Denna evakuering slutade inte förrän de kommunistiska gerillasoldaterna kommit fram till Bao'an, en landsortsstad i provinsen Shaanxi i centrala norra Kina, 1 200 kilometer bort, och blev sedermera känd som den "Långa marschen".

## Den långa reträtten
Den 16 oktober 1934 beslutade den dåvarande partiledningen, Bo Gu, Zhou Enlai och Luo Fu, i samråd med Komintern-rådgivaren Otto Braun att retirera ur Jiangxi och hitta ett nytt basområde. Mao Zedong befann sig vid detta tillfälle i periferin av partiledningen och fick inte reda på uttåget förrän det inletts. Han fick tillstånd att medföra sin hustru He Zizhen på marschen, men partiledningen tvingade paret att lämna sin tvååriga son hos en bondefamilj.
Den Röda armén, som bestod av 86 000 man, delades upp i fem armégrupper och två fältkolonner. Man begav sig sedan ut ur Jiangxi i riktning mot det område där provinserna Guangxi, Hunan och Guizhou möts, då detta område bedömdes vara relativt fritt från nationalistarméns befästningar. 
Vid ett uppehåll i Zunyi i januari 1935 höll partiets politbyrå ett utvidgat möte för att diskutera partiets strategi. Under konferensen lyckades Mao Zedong få andra inflytelserika kommunister som Zhou Enlai, Zhu De och Liu Bocheng att gå över till hans sida, medan den Komintern-vänliga fraktionen med Otto Braun, Bo Gu och Wang Ming förlorade sina uppdrag.
Marschen kantades av en rad sammandrabbningar med nationalisternas armé, som sedermera blivit legendariska i den kinesiska militärhistorien. Slaget vid Luding är en känd händelse som skildrats på många ställen av såväl kommunister som andra återgivare. Slaget utkämpades vid bron Luding som går över Dadufloden.
Målet med den långa marschen var att hitta ett område som inte kunde nås av den kinesiska regeringens trupper och att där upprätta en ny kommunistisk gerillabas, men det tog lång tid för Röda armén att bestämma sig för ett slutgiltigt reträttmål. När Röda arméns ledning nådde Tongwei härad i östra Gansu-provinsen i september 1935 erfor man från tidningen Dagongbao att en kommunistisk bataljon fortfarande opererade i norra Shaanxi-provinsen. På ett möte den 28 september beslutade partiledningen att föra Röda armén till norra Shaanxi och där upprätta ett nytt basområde.

## Ankomsten till Shaanxi och efterverkningar
Yan'an valdes bland annat på grund av närheten till det Sovjetunionen-kontrollerade Mongoliet  samt det strategiska läget vid Gula floden. Läget vid floden innebar att militära förstärkningar från det kommunistiska Sovjetunionen lätt kunde transporteras med den Transsibiriska järnvägen och vidare genom Mongoliet till den kinesiska gränsen; därifrån skeppades materialet med båt nedströms längs Gula floden till kommunisternas basläger i Yan'an. Gula floden kunde också användas för vidare transporter av trupper nedströms från Yan'an mot mer centrala och befolkade delar av landet: staden Xi'an, de viktiga och folkrika provinserna Henan, Hebei och Shandong samt den viktiga staden Beiping (Pekings namn 1928–1949, då Nanjing var Kinas huvudstad).
Zhu De blev militärstrateg för den växande Röda armén. När den långa marschen tog slut 1935 hade de nått ända till Shaanxi-provinsen, och av de som lämnat Jiangxi fanns endast ett par tusen kvar. Dock hade flera (mer eller mindre ideologiska) kommunister anslutit sig. Det faktum att Chiang Kai-shek koncentrerade sig på inbördeskrig med kommunisterna istället för att gå med enad front i kriget mellan Japan och Kina tycktes uppröra befolkningen. Därför blev det relativt lätt att rekrytera anhängare genom att man aktivt propagerade för ett storskaligt försvarskrig mot Japan. Trots detta var läget svårt efter den långa marschens slut; partiets matförråd hade blivit allt mindre och Röda armén hade lidit svåra förluster i ständiga strider med KMT.
Av de cirka 86 000 man som började marschen och de 22 000 som anslöt sig på vägen nådde bara 4 000 målet i Yan'an. Under färden hade man mötts av både fientliga nationaliststyrkor och provinsiella militära ledare.
Räddningen kan ha varit det krig som Japan (Nanjing-massakern) drev mot Kina. Detta krig gjorde att KMT till slut fick ändra inriktning. Då hade i och för sig förhandlingar redan pågått i ett år med hjälp av bland andra Zhou Enlai, och 1937 slogs återigen KKP samman med KMT i en enad front mot Japan.
Veteranerna från den långa marschen spelade en avgörande roll i styret av Folkrepubliken Kina efter kommunisternas seger i inbördeskriget 1949. År 1960 sade Mao att kommunistpartiet styrde Kina med hjälp av de 800 veteraner som fortfarande då fanns kvar i livet.